# سامانه بخار نیویورک

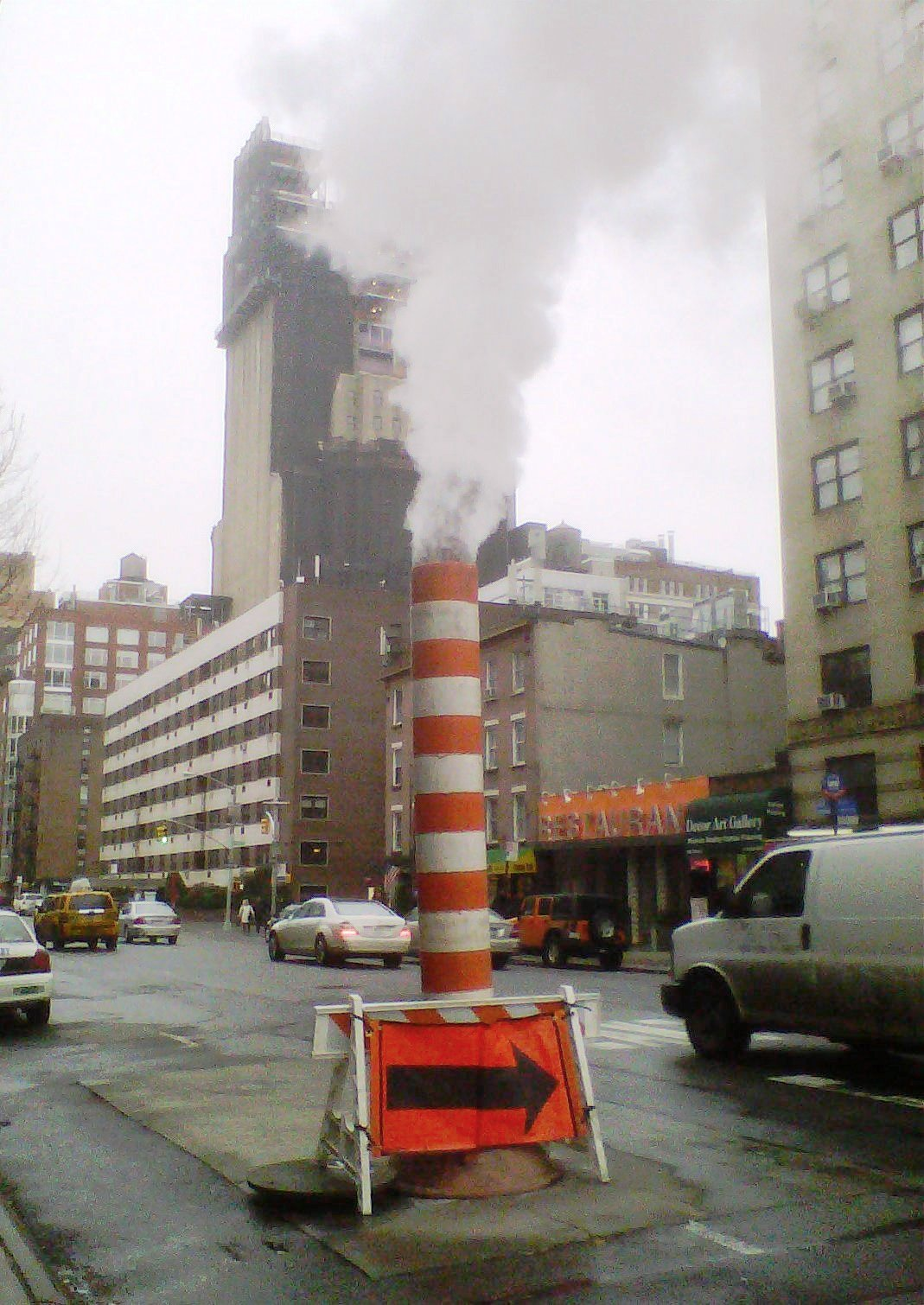
بخار آب خارج شونده از یک دودکش نوعی نارنجی و سفید کان‌اِد در تقاطع خیابان هفتم و خیابان بیستم غربی.

سامانه بخار نیویورک یک سامانه گرمایش ناحیه‌ای است که بخار تولید شده از ایستگاه‌های تولید بخار را می‌گیرد و زیر خیابان‌های منهتن برای گرم کردن و خنک کردن ساختمان‌ها و کسب‌وکارهای بلندمرتبه حمل می‌کند. برخی کسب و کارها و تأسیسات نیویورک از بخار برای تمیزکاری و ضدعفونی کردن هم استفاده می‌کنند.
شرکت بخار نیویورک از ۳ مارس ۱۸۸۲ شروع به ارایه خدمات در منهتن جنوبی کرد. امروزه کنسالیدیتد ادیسون از بزرگ‌ترین سامانه بخار تجاری در جهان بهره‌برداری می‌کند.
در حدود ۲۴ میلیارد پوند (۱۱٬۰۰۰٬۰۰۰ تن) بخار هر ساله در این سامانه جریان دارد.